# Аль-Гарія
Аль-Гарія (англ. Al-Ghariyah, араб. الغارية) — поселення в Сирії, адміністративний центр невеличкої друзької общини в нохії Аль-Гарія, яка входить до складу мінтаки Сальхад в південній сирійській мухафазі Ас-Сувейда.